# Torpedo Havířov
Torpedo Havířov je český florbalový klub. V současné podobě vznikl klub v roce 2013 pod názvem Florbal Havířov sloučením původního klubu Torpedo Havířov a oddílu Slavia Team 96 Havířov, které byly založené v letech 1995 a 1996. V roce 2024 se klub sloučil s oddílem 1. SFK Havířov.
Mužský tým hraje od sezóny 2024/2025 druhou nejvyšší soutěž, 1. ligu. Tým ihned ve své první sezóně 1995/1996 ve 2. lize (dnes 1. liga) vybojoval postup do nejvyšší soutěže (v té době ještě 1. liga, dnes Superliga), ve které hrál čtrnáct sezón v řadě. Po ročním sestupu do 1. ligy v sezóně 2010/2011, se ještě na dva ročníky vrátil zpět do nejvyšší soutěže. Ale od sezóny 2013/2014 již nastálo hraje na nižších úrovních. Největšími úspěchy týmu jsou tituly vicemistra Česka v sezónách 2001/2002 a 2006/2007, když v obou případech podlehl ve finále Tatranu Střešovice. Díky finále v sezóně 2006/2007 se tým dostal do kvalifikace na Pohár Mistrů Evropských Zemí. Zde však proti zahraničním celkům neuspěl. Ve stejné sezóně získal stříbro v Poháru ČFbU. Tým Slavia Team 96 Havířov hrál druhou nejvyšší soutěž do sezóny 2001/2002.
Ženský tým hraje 2. ligu, tedy třetí a nejnižší soutěž. Ve dvou sezónách 1998/1999 a 1999/2000 hrál nejvyšší soutěž (v té době 1. ligu). V roce 2004 se probojoval do čtvrtfinále Poháru ČFbU.
Juniorský tým získal v sezóně 2007/2008 mistrovský titul.

## Úspěchy
- 2. místo v Extralize mužů v sezónách 2001/2002 a 2006/2007.
- 2. místo v Poháru České Florbalové Unie 2006
- Účast v předkole Poháru Mistrů Evropských Zemí (Liberec 2007)

## Historické názvy
- do 1999, 2005–2006, 2009–2012, 2021– Torpedo Havířov[15]
- 1999–2005, 2006–2009, 2012–2013 Torpedo Pegres Havířov
- 2013–2016 Florbal Torpedo Havířov[4]
- 2016–2018 Florbal Pegres Havířov
- 2018–2020 Florbal Exelsior Havířov
- 2020–2021	Torpedo Exelsior Havířov

## Tým mužů

### Sezóny
| Sezóna    | Úroveň | Soutěž              | Umístění | Poznámka |
| --------- | ------ | ------------------- | -------- | --- |
| 1995/1996 | 2      | 2. liga             |          | Postup do vyšší ligy |
| 1996/1997 | 1      | 1. liga             | 9.       | Udržení v lize |
| 1997/1998 | 1      | 1. liga             | 8.       | Vypadnutí ve čtvrtfinále play-off proti AC Sparta CCS Praha                                                                                   |
| 1998/1999 | 1      | 1. liga             | 4.       | Prohra v zápase o 3. místo proti 1. SC SSK Vítkovice                                                                                          |
| 1999/2000 | 1      | 1. liga             | 6.       | Vypadnutí ve čtvrtfinále play-off proti FBC Ostrava                                                                                           |
| 2000/2001 | 1      | 1. liga             | 4.       | Prohra v zápase o 3. místo proti 1. SC SSK Vítkovice                                                                                          |
| 2001/2002 | 1      | 1. liga             | 2.       | Vicemistr po prohře ve finále play-off proti Tatran Střešovice                                                                                |
| 2002/2003 | 1      | 1. liga             | 4.       | Prohra v zápase o 3. místo proti 1. SC SSK Vítkovice                                                                                          |
| 2003/2004 | 1      | 1. liga             | 5.       | Vypadnutí ve čtvrtfinále play-off proti 1. SC SSK Vítkovice                                                                                   |
| 2004/2005 | 1      | 1. liga             | 6.       | Vypadnutí ve čtvrtfinále play-off proti 1. SC SSK Vítkovice                                                                                   |
| 2005/2006 | 1      | Fortuna extraliga   | 8.       | Vypadnutí ve čtvrtfinále play-off proti Tatran Techtex Střešovice                                                                             |
| 2006/2007 | 1      | Fortuna extraliga   | 2.       | Vicemistr po prohře ve finále play-off proti Tatran Střešovice                                                                                |
| 2007/2008 | 1      | Fortuna extraliga   | 6.       | Vypadnutí ve čtvrtfinále play-off proti Tatran Střešovice                                                                                     |
| 2008/2009 | 1      | Fortuna extraliga   | 9.       | Výhra v 1. kole play-down proti SK FbC ZP AGEL Třinec                                                                                         |
| 2009/2010 | 1      | Fortuna extraliga   | 11.      | Prohra v baráži proti FBŠ Bohemians – Sestup do nižší ligy                                                                                    |
| 2010/2011 | 2      | 1. liga             | 1.       | Vítězství ve finále play-off proti Panthers Otrokovice – Postup do vyšší ligy                                                                 |
| 2011/2012 | 1      | Fortuna extraliga   | 8.       | Vypadnutí ve čtvrtfinále play-off proti Tatran Omlux Střešovice                                                                               |
| 2012/2013 | 1      | AutoCont extraliga  | 12.      | Prohra v 2. kole play-down proti AC Sparta Praha Florbal – Sestup do nižší ligy – Tým se nepřihlásil ani do 1. ligy a nastoupil až do 2. ligy |
| 2013/2014 | 3      | 2. liga – divize IV | 2.       | Postup do nově vytvořené Národní ligy |
| 2014/2015 | 3      | Národní liga        |          | Vypadnutí v semifinále play-off proti 1. MVIL Ostrava                                                                                         |
| 2015/2016 | 3      | Národní liga        | 1.       | Vítězství ve finále play-off proti S.K. P.E.M.A. Opava – Postup do vyšší ligy                                                                 |
| 2016/2017 | 2      | 1. liga             | 8.       | Vypadnutí v semifinále play-off proti Florbal Ústí                                                                                            |
| 2017/2018 | 2      | 1. liga             | 2.       | Prohra ve finále play-off proti TJ Sokol Královské Vinohrady – Prohra v baráži proti itelligence Bulldogs Brno                                |
| 2018/2019 | 2      | 1. liga             | 7.       | Vypadnutí ve čtvrtfinále play-off proti Black Angels                                                                                          |
| 2019/2020 | 2      | 1. liga             | 8.       | Sezóna ukončena po dvou prohraných zápasech ve čtvrtfinále play-off proti Bulldogs Brno                                                       |
| 2020/2021 | 2      | 1. liga             | 9.       | Sezóna ukončena po neúplných sedmi odehraných kolech základní části                                                                           |
| 2021/2022 | 2      | 1. liga             | 12.      | Prohra v baráži proti 1. FBK Sršni Rožnov p/R – Sestup do nižší ligy                                                                          |
| 2022/2023 | 3      | Národní liga        |          | Vypadnutí v semifinále play-off proti FBC Vikings Kopřivnice                                                                                  |
| 2023/2024 | 3      | Národní liga        |          | Prohra ve finále play-off proti FBC Vikings Kopřivnice – Výhra v baráži proti ASK Orka Čelákovice – Postup do vyšší ligy                      |
| 2024/2025 | 2      | 1. liga             | 7.       | Vypadnutí ve čtvrtfinále play-off proti FBŠ Hattrick Brno                                                                                     |

### Pohár
- 2001/2002 – Semifinále
- 2003/2004 – Semifinále
- 2006/2007 – Finále[10]

### Známí hráči
- Jaroslav Berka (2006–2008)
- Matěj Jendrišák (2005–2008)
- Pavel Kožušník (1997–2004, 2005–2010, 2011–2013)
- Petr Kožušník (1995–2003, 2008–2009)
- Vojtěch Skalík (2002–2004)
- Richard Strnadel (1995–2002)

### Známí trenéři
- Richard Strnadel (1995–1997, 2002–2003)

## Tým žen

### Sezóny
| Sezóna | Úroveň | Soutěž                   | Umístění | Poznámka                                                           |
| --- | ------ | ------------------------ | -------- | ------------------------------------------------------------------ |
| 1998/1999                                                                                                   | 1      | 1. liga                  | 10.      |                                                                    |
| 1999/2000                                                                                                   | 1      | 1. liga                  | 9.       | Sestup do nižší ligy                                               |
| 2000/2001                                                                                                   | 2      | 2. liga (divize Morava)  |          | Čtvrté místo v baráži o postup                                     |
| 2001/2002                                                                                                   | 2      | 2. liga (divize III)     |          | [ 55 ]                                                             |
| 2002/2003                                                                                                   | 2      | 2. liga (divize III)     |          | [ 56 ]                                                             |
| 2003/2004                                                                                                   | 2      | 2. liga (divize III)     |          | [ 57 ]                                                             |
| 2004/2005                                                                                                   | 2      | 2. liga (divize III)     |          | [ 58 ]                                                             |
| 2005/2006                                                                                                   | 2      | 2. liga (divize III)     |          | [ 59 ]                                                             |
| 2006/2007                                                                                                   | 2      | 1. liga (divize II)      |          | Sestup do nižší ligy                                               |
| 2007/2008                                                                                                   |        |                          |          |                                                                    |
| 2008/2009                                                                                                   | 2      | 1. liga (divize II)      |          | Tým byl po sezóně zrušen.                                          |
| V sezónách 2009/2010 až 2018/2019 se tým neúčastnil soutěží nebo hrál regionální soutěže                    |        |                          |          |                                                                    |
| 2018/2019                                                                                                   | 3      | 2. liga (skupina 7)      |          | Postup do vyšší ligy                                               |
| 2019/2020                                                                                                   | 2      | 1. liga (skupina východ) |          | Sezóna ukončena po výhře v osmifinále proti Florbal Vsetín         |
| 2020/2021                                                                                                   | 2      | 1. liga (skupina východ) |          | Sezóna ukončena po neúplných pěti odehraných kolech základní části |
| 2021/2022                                                                                                   | 2      | 1. liga (skupina východ) |          | Vypadnutí v předkole play-off proti EAV SK Jihlava                 |
| 2022/2023                                                                                                   | 2      | 1. liga (skupina východ) |          | Vypadnutí ve čtvrtfinále play-off proti FBC Intevo Třinec          |
| Prvoligovou účast i s velkou částí týmu převzal oddíl FbK Horní Suchá, zbytek týmu se přihlásil do 2. ligy. |        |                          |          |                                                                    |

### Známé hráčky
- Lucie Szotkowská (Kadlecová) (2003–2004, 2021–2023)
- Veronika Třinecká (2008–2009)

## Známí odchovanci
- Adam Delong
- Jan Natov